# Junction City (Illinois)
Junction City – wieś w Stanach Zjednoczonych, w stanie Illinois, w hrabstwie Marion.